# Daniel McFarlan Moore
Daniel McFarlan Moore (1869 – New Jersey, 1933) fue un ingeniero eléctrico e inventor estadounidense.
Desarrolló una fuente de luz novedosa, la "lámpara de Moore", que fue la primera fuente de luz comercialmente viable basada en descargas de gas en lugar de incandescencia. Fue el predecesor de la iluminación de neón contemporánea y la iluminación fluorescente. Posteriormente Moore desarrolló una lámpara de neón en miniatura que fue ampliamente utilizada en pantallas electrónicas, así como en tubos de vacío que se utilizaron en los primeros sistemas de televisión.

## Carrera
Moore comenzó su carrera en la iluminación trabajando para Edison, pero volvió a experimentar con la idea de obtener luz a partir de descargas eléctricas. Aunque no era una idea nueva, Heinrich Geissler fabricó tubos de emisión de luz en la década de 1850, Moore consideró que las técnicas de sellado de vidrio habían avanzado bastante desde entonces para permitir un producto comercial.

### Lámpara de Moore
En 1898 Moore inventó su lámpara ("lámpara de Moore"). La lámpara consistía en tubos de vidrio llenos de gas de unos cinco centímetros de diámetro, unidos en longitudes de hasta 70 metros. Una vez instalado, se extraía el aire del tubo y se introducía una pequeña cantidad de gas, usualmente nitrógeno o dióxido de carbono. Después se hacía pasar una corriente eléctrica entre los electrodos montados en cualquiera de los extremos de la lámpara, al igual que más tarde en los tubos de neón inspirados en la obra de Moore. La corriente y la presión del gas se regulaban por dispositivos instalados en una caja de la que salían ambos extremos del tubo.
La lámpara de Moore demostró ser difícil de instalar, requería de los servicios de un "vidriero" para adaptar la longitud del tubo a las necesidades del cliente. Pero el dióxido de carbono daba una luz blanca de buena calidad con una eficacia de unos 10 lúmenes por vatio - casi el triple de la eficacia de la lámpara de Edison. Las lámparas Moore se vendieron modestamente bien para instalaciones comerciales, hasta 1910 cuando la lámpara de filamento de wolframio de William Coolidge también alcanzó 10 lum/W. Cuando la compañía de Moore fracasó se fue a trabajar a General Electric.

### Lámpara de neón en miniatura
Sin embargo el legado más duradero de Moore fue su invención de 1920, la "lámpara de neón en miniatura". Estos dispositivos pequeños y de baja potencia utilizan un principio físico llamado "descarga coronal". Moore montó dos electrodos muy cercanos en una bombilla y agregó gas de neón o argón. Los electrodos brillaban intensamente en rojo o azul, dependiendo del gas, y las lámparas duraban años. Puesto que los electrodos podían tomar casi cualquier forma imaginable, una aplicación popular ha sido las lámparas decorativas fantásticas. Las lámpara de neón en miniatura encontraron uso práctico como indicadores en paneles de instrumentos y en muchos electrodomésticos hasta la aceptación de los diodos emisores de luz (LEDs) en los años setenta.